# Italienska Somaliland
Italienska Somaliland (italienska: Somalia Italiana) var från 1889 en italiensk koloni på Afrikas horn från dess norra del vid Adenviken till Kenya i söder. I väster vid Adenviken gränsade den till Brittiska Somaliland.
Den blev 1936 ett  guvernement i Italienska Östafrika som 1941 under andra världskriget ockuperades av brittiska trupper vilka förvaltade området till 1 april 1950. Det övergick då till att bli ett FN-område under italiensk förvaltning. Det slogs samman 1 juli 1960 med den kortlivade staten Staten Somaliland, efterföljare till Brittiska Somaliland, och bildade det självständiga landet Somalia.

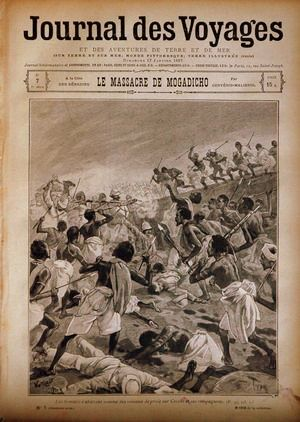
Tidskriftsomslag från 1887 visar ett slag mellan italienska kolonisatörer och somalier i Mogadishu.

### Fotnoter
1. ↑  ”Somalia” (på engelska). World Statesmen. http://www.worldstatesmen.org/Somalia.html. Läst 10 november 2015.